# El Cañar (Albacete)
El Cañar es una localidad y pedanía española perteneciente al municipio de Socovos, en la provincia de Albacete, comunidad autónoma de Castilla-La Mancha. Está situada en la parte oriental de la comarca de la Sierra de Segura. A cuatro kilómetros del límite con la provincia de Murcia, cerca de esta localidad se encuentran los núcleos de Cañada Buendía, Los Olmos, Tazona, Socovos capital y Cobatillas.

## Demografía
Según el Instituto Nacional de Estadística de España, en el año 2022 El Cañar contaba con 10 habitantes censados, lo que representa el 0,57% de la población total del municipio.

### Evolución de la población
| Gráfica de evolución demográfica de El Cañar entre 2012 y 2022 |
|                                                                |
| Datos según el nomenclátor publicado por el INE.               |

## Comunicaciones
Algunas distancias entre El Cañar y otras ciudades:
| Ciudades | Distancia (km) |
| -------- | -------------- |
| Socovos  | 11             |
| Hellín   | 40             |
| Albacete | 106            |
| Murcia   | 107            |
| Alicante | 177            |